# شهرستان ریپلی (ایندیانا)
شهرستان ریپلی، ایندیانا (به انگلیسی: Ripley County, Indiana) شهرستانی در ایالات متحده آمریکا است که در ایندیانا واقع شده‌است.